# Michael Lehofer
Michael Lehofer (* 2. Juni 1956 in Graz) ist ein österreichischer Psychiater und Psychologe. Er ist Ärztlicher Direktor im LKH II, Leiter der Abteilung Psychiatrie und Psychotherapie 1 in Graz, Professor, Buchautor und Referent zu wesentlichen Lebensthemen.

## Leben
Lehofer besuchte den humanistischen Zweig des Akademischen Gymnasiums in Graz mit Abschluss (Matura) am 4. Juni 1975. Nach dem Abitur 1975 leistete er ein Jahr Sozialarbeit am Vyasarpadi Social Welfare Center Madras, Indien. Zurückgekehrt begann er 1976 in Salzburg das Studium Psychologie mit Nebenfach Psychopathologie und Psychiatrie. 1988 begann er parallel das Studium der Medizin an der Universität Graz. 1985 leistete Lehofer seinen Zivildienst bei der Caritas mit Dienstzuteilung an die Telefonseelsorge Graz.
Am 23. April 1986 wurde Lehofer zum Doktor der gesamten Heilkunde an Universität Graz promoviert. Am 17. März 1988 erfolgt die Promotion zum Dr. phil. an der Universität Salzburg; Abschluss des Studiums der Fächer Psychologie, Psychopathologie und Psychiatrie. Danach arbeitete Lehofer als Arzt in verschiedenen Kliniken und Abteilungen in Salzburg, Innsbruck, Wien, Klosterneuburg und Graz. Am 22. Oktober 1992 wurde er als Psychotherapeut in die Psychotherapeutenliste des Bundesministeriums für Gesundheit eingetragen, im März 1993 wurde ihm der Facharzt für Psychiatrie und Neurologie zuerkannt, am 10. Mai 1993 wurde er als klinischer Psychologe und Gesundheitspsychologe in die Listen des BM für Gesundheit eingetragen. Ab dem 1. Oktober 1993 war er als Ärztlicher Leiter der Drogenberatungsstelle des Landes Steiermark tätig. 1993 erwarb er das ÖÄK-Diplom für psychotherapeutische Medizin, im Januar 1997 habilitierte er sich und wurde zum Universitätsdozenten für Psychiatrie berufen.
Am 1. März 1997 wurde Lehofer Vorstand der Allgemeinpsychiatrischen Abteilung I der Landesnervenklinik Sigmund Freud in Graz. 2005 wurde ihm der Berufstitel Universitätsprofessor durch den Bundespräsidenten der Republik Österreich verliehen. Am 1. August 2008 wurde Michael Lehofer Ärztlicher Direktor der Landesnervenklinik Sigmund Freud in Graz. 2015 agierte er als Stellvertretender Ärztlicher Direktor des neuen Krankenanstaltenverbundes LKH Graz Süd-West und Standortleiter für Neuropsychiatrie und zugleich als Leiter der Abteilungen für Psychiatrie und Psychotherapie 1 und 3. Ab 2017 übernahm Lehofer das Amt des Ärztlichen Direktors im LKH Graz II und blieb Leiter der Abteilung für Psychiatrie und Psychotherapie 1.
2020 wurde Lehofer zum Aufsichtsratsvorsitzenden im Universalmuseum Joanneum gewählt.

### Veröffentlichungen (Auswahl)
- Ich betrachte dich. Gedichte. Drava Verlag, 2005, ISBN 3-85435-456-8.
- Was wir der Liebe schuldig sind. Gedichte. Drava Verlag, 2007, ISBN 978-3-85435-526-7.
- Mit mir sein - Selbstliebe als Basis für Begegnung und Beziehung. Verlag Braumüller, 2017, ISBN 978-3-99100-205-5.
- mit Hermann Glettler: Die fremde Gestalt - Gespräche über den unbequemen Jesus. GU Mind & Soul, 2018, ISBN 978-3-222-13587-3.
- mit Hermann Glettler: Trost - Wege aus der Verlorenheit. Styria Verlag, 2020, ISBN 978-3-222-13660-3.
- Alter ist eine Illusion - Wie wir uns von den Grenzen im Kopf befreien. Gräfe und Unzer Verlag, 2020, ISBN 978-3-8338-8336-1.
- 40 verrückte Wahrheiten über Frauen und Männer die Sie unbedingt kennen sollten, wenn Sie mit ihrem Partner glücklich werden wollen. Gräfe und Unzer Verlag, 2022, ISBN 978-3-8338-8228-9.